# Горлиця яванська

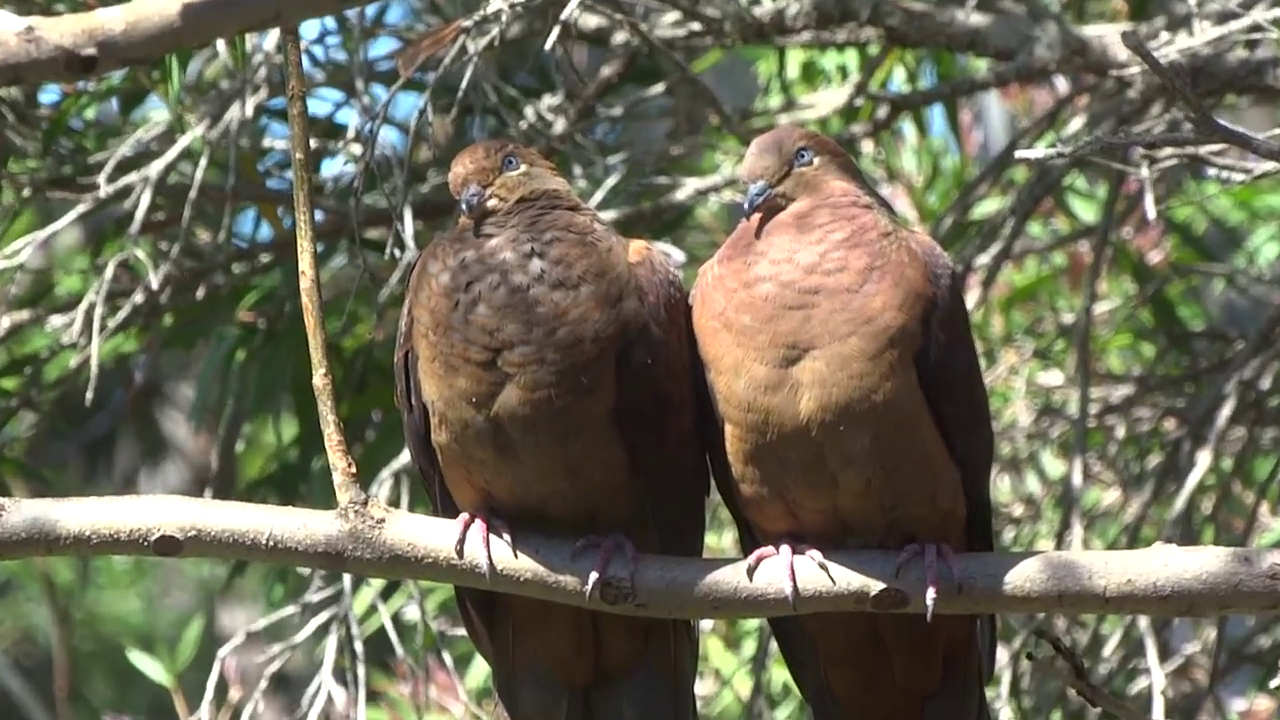
Пара яванських горлиць

Горлиця яванська (Macropygia ruficeps) — вид голубоподібних птахів родини голубових (Columbidae). Мешкає в Південно-Східній Азії. Виділяють низку підвидів.

## Опис
Довжина птаха становить 27—30 см, вага 74—88 г. Забарвлення переважно рудувато-коричневе. У самців шия і верхня частина спини мають блискучий зелений або пурпуровий відтінок. Райдужки сірувато-білі, лапи червоні, дзьоб коричневий, на кінчику чорний.

## Підвиди
Виділяють вісім підвидів:
- M. r. assimilis Hume, 1874 — від південної М'янми до північно-західного Таїланду і південно-західного Китаю;
- M. r. engelbachi Delacour, 1928 — північно-західний В'єтнам і північний Лаос;
- M. r. malayana Chasen & Kloss, 1931 — Малайський півострів;
- M. r. simalurensis Richmond, 1902 — острів Сімьолуе;
- M. r. sumatrana Robinson & Kloss, 1919 — Суматра;
- M. r. nana Stresemann, 1913 — Калімантан і острів Себатік[en];
- M. r. ruficeps (Temminck, 1835) — Ява і Балі;
- M. r. orientalis Hartert, E, 1896 — Малі Зондські острови.

## Поширення і екологія
Яванські горлиці поширені від східної М'янми до острова Тимор. Вони живуть в тропічних лісах. Зустрічаються на висоті від 300 до 2500 м над рівнем моря.

## Поведінка
Яванські горлиці живуть парами або невеликими зграйками. Вони живляться дрібними твердими плодами, насінням, іноді зернами рису. Розмножуються протягом всього року.